# 年ごろ家族
『年ごろ家族』（としごろかぞく）は、TBS系列で1984年1月10日から3月27日まで放映されたテレビドラマ。放送時間（JST）は毎週火曜日21時00分 - 21時54分。全12回。

## ストーリー・概要
東京・神田の一角にある、模型や機械仕掛けのぬいぐるみなどを作る製作所「榎模型製作所」を舞台に、少年院にいたことがあり預かった子である明美などを始めとする子どもたちの自立を通し、榎健一郎ら昭和1ケタ生まれ世代の父親像を描いた。 また、当初は全13回の予定だったが、視聴率が伸び悩み12回で打ち切られた。

## 出演
- 榎健一郎：宇津井健
神田のぬいぐるみ工場の2代目社長。周りへの面倒見が良く、家族にも温かい愛情を以って接している。
- 梶明美：榊原郁恵
榎模型製作所に住み込みで働く従業員。少年院出身ではあるが、活力あふれる性格で、健一郎たちに見守られながら立ち直ろうとしている。のちに吾郎と結婚し、健一郎の下から巣立っていく。
- 榎幸子：手塚理美
榎家の長女。明るく素直な一方で気の強い所もある。母亡きあとは弟3人の面倒を見て来た。幼馴染みの亮一と婚約している。
- 榎聖一（榎家の長男）：三好圭一
- 榎信二（榎家の次男）：石丸志門
- 榎順三（榎家の三男）：新井紀一
- 榎さだ：赤木春恵
健一郎の母。明るく世話焼きな性格で、幸子の結婚を心配し、健一郎に対しても将来を案じている。
- 滝井良夫：財津一郎
明美の保護司で、榎模型製作所の隣の滝井印刷製本所の社長。妻・松子とは婿取婚。健一郎とは小学校で同級生になって以来ずっと遊び仲間。明美を健一郎に紹介した。
- 滝井松子：高森和子
良夫の妻。入り婿の良夫を威張らせておきながら自分はしっかり実権を握るという賢い面を持つ。一人息子の亮一の婚約話には神経質になっている。
- 滝井亮一：乃生佳之
滝井家の一人息子で、一流商社に勤めるサラリーマン。甘ったれな所があるが、心優しい。幸子と婚約中だが、次第に明美に魅かれていく。
- 梶富子（明美の母）：草笛光子
- 上月恵子：東てる美
健一郎や良夫が通っている製作所の近くの小料理屋「湖」の女将。物静かだが芯は強い性格。
- 山際善助：村田正雄
- 吉井かおり：戸川京子
- 波川力：清水宏次朗
- 池田吾郎：村田雄浩
明美に想いを寄せており、後にプロポーズする。
- 寺沢邦夫：二戸義則
- 白石三郎：アパッチけん
- 当信之：坂本あきら
- 鈴木ヒロミツ
- 崎田美也
- 正木慎也
- 川本：寺田農
- 長塚京三
- 杉山清貴&オメガトライブ（特別出演）

（出典：）

## サブタイトル
| 各話   | 放送日        | サブタイトル             | 演出     |
| ------ | ------------- | ------------------------ | -------- |
| 第1話  | 1984年1月10日 | おやじ登場!              | 桜井秀雄 |
| 第2話  | 1984年1月17日 | 父を刺した理由           | 桜井秀雄 |
| 第3話  | 1984年1月24日 | 父と呼ばせた以上は       | 山田高道 |
| 第4話  | 1984年1月31日 | 三角関係                 | 山田高道 |
| 第5話  | 1984年2月7日  | ゴリラと口紅             | 桜井秀雄 |
| 第6話  | 1984年2月14日 | 青春がはじまった!        | 山田高道 |
| 第7話  | 1984年2月21日 | おやじ、ロマンチック!    | 桜井秀雄 |
| 第8話  | 1984年2月28日 | 証言は嘘だったのです!    | 桜井秀雄 |
| 第9話  | 1984年3月6日  | 受験生と非行少女         | 桜井秀雄 |
| 第10話 | 1984年3月13日 | 君のハートはマリンブルー | 桜井秀雄 |
| 第11話 | 1984年3月20日 | すべて告白します!        | 山田高道 |
| 最終話 | 1984年3月27日 | 花嫁は同時進行!          | 山田高道 |

## スタッフ
- プロデューサー：飯島敏宏
- 脚本：宮川一郎（全話担当）
- 演出：桜井秀雄、山田高道
- 製作：木下プロダクション、TBS

## 主題歌
- 「君のハートはマリンブルー」杉山清貴&オメガトライブ（1984年1月21日発売、バップ） 
  - 作詞：康珍化、作曲・編曲：林哲司